# Zumala robusta
Zumala robusta är en insektsart som beskrevs av Walker, F. 1869. Zumala robusta ingår i släktet Zumala och familjen vårtbitare. Inga underarter finns listade i Catalogue of Life.